# Joseph Essombe Taiko
Joseph Emilienne Essombe Taiko (Yaundé, 22 de marzo de 1988) es una deportista camerunesa que compite en lucha libre. Ganó cinco medallas en el Campeonato Africano de Lucha entre los años 2012 y 2016.

## Palmarés internacional
| Campeonato Africano | Campeonato Africano   | Campeonato Africano | Campeonato Africano |
| Año                 | Lugar                 | Medalla             | Categoría           |
| ------------------- | --------------------- | ------------------- | ------------------- |
| 2012                | Marrakech (Marruecos) | Medalla de plata    | 59 kg               |
| 2013                | Yamena (Chad)         | Medalla de plata    | 55 kg               |
| 2014                | Túnez (Túnez)         | Medalla de bronce   | 55 kg               |
| 2015                | Alejandría (Egipto)   | Medalla de bronce   | 55 kg               |
| 2016                | Alejandría (Egipto)   | Medalla de bronce   | 55 kg               |